# Smooth Streaming
Smooth Streaming (рус. бесперебойная потоковая передача) — технология адаптивной трансляции потокового видео по протоколу HTTP. Также эта технология является приложением IIS (Internet Information Services) от компании Microsoft, работающим с видеоплеером Silverlight. Smooth Streaming обеспечивает высокое качество просмотра с возможностью массового масштабирования в сети и распределения транслируемого контента, что позволяет получить реальное качество HD-1080p при трансляции видео через Интернет.
Впервые технологию использовала компания Microsoft на летних Олимпийских играх 2008 года в трансляции видео для NBCOlympics.com.

## Принцип работы
Smooth Streaming использует простую, но мощную концепцию доставки небольших фрагментов контента (обычно за две секунды) и проверки того, что каждый из них имеет надлежащее время и воспроизводится на ожидаемом уровне качества. Если фрагмент не отвечает этим требованиям, следующий фрагмент будет доставлен на более низком уровне качества. И наоборот, когда позволят условия, качество последующих фрагментов будет более высоким.
Этот режим кодирования позволяет транслировать видео сразу с несколькими битрейтами, что дает возможность для клиента получить оптимизированный онлайн видеопоток в реальном времени с качеством до HD-1080p, исходя из скорости подключения, мощности процессора, разрешения экрана.
Чтобы создать трансляцию Smooth Streaming, необходимо закодировать видео на нескольких уровнях качества. Как правило, каждый уровень имеет свой собственный полный видеофайл. Обычно для сжатия видео используя инструмент Expression Encoder 3, но есть и другие продукты многочисленных партнёров компании Microsoft, поддерживающие технологию Smooth Streaming и работающие на приложении IIS-сервер.
После получения запроса трансляции видеосервер IIS динамически создаёт из видеофайлов виртуальные кэшируемые фрагменты. В результате конечный пользователь получает видеоматериал в наилучшем качестве соответственно своей пропускной способности.